# Annette (filme)
Annette é um filme musical e de drama psicológico de 2021 dirigido por Leos Carax e estrelado por Adam Driver e Marion Cotillard ao lado de Simon Helberg e Devyn McDowell. O filme foi lançado na França em 7 de julho de 2021 pela UGC Distribution, um dia depois de estrear no Festival de Cinema de Cannes de 2021, onde Carax recebeu o prêmio de Melhor Diretor.

## Elenco
- Adam Driver como Henry McHenry
- Marion Cotillard como Ann Defrasnoux
  - Catherine Trottmann como Ann (voz usada para dublar as canções)
- Simon Helberg como O acompanhante
- Devyn McDowell como Annette
- Angèle, Kiko Mizuhara, Julia Bullock, Claron McFadden, Noémie Schellens e Natalie Mendoza como Os seis acusadores
- Natalia Lafourcade como Oficial de policia
- Kanji Furutachi como Doutor
- Rila Fukushima, Eva Van Der Gucht e Laura Jansen As enfermeiras
- Rebecca Sjöwall como Connie O'Connor
- Nino Porzio como Xerife Garoni
- Davide Jakubowski como Xerife Humprey

## Recepção
No Rotten Tomatoes o filme detém um índice de 71% de aprovação com base em 238 críticas com uma nota média de 6,7 de 10. O consenso dos críticos do site diz: "Uma dança delicada e sonhadora entre a farsa e a fantasia, Annette é uma ópera rock magnificamente ridícula, cuja abordagem experimental de seus extremos emocionais é um retorno ambicioso, senão peculiar, para o diretor Leos Carax".  No Metacritic, o filme tem uma pontuação média ponderada de 67 de 100, com base em 51 avaliações, indicando "críticas geralmente favoráveis".

## Prêmios e indicações
| Cerimônia             | Categoria                         | Destinatário(s)/Nomeado(s) | Resultado | Ref.  |
| --------------------- | --------------------------------- | -------------------------- | --------- | ----- |
| Globo de Ouro de 2022 | Melhor Atriz - Comédia ou Musical | Marion Cotillard           | Pendente  | [ 6 ] |